# 想い出のサンフランシスコ
「想い出のサンフランシスコ」（原題：I Left My Heart in San Francisco）は、1953年にニューヨーク市ブルックリンでジョージ・コウリーとダグラス・クロスによって書かれたポップス曲。トニー・ベネットのトレードマークとなった歌として知られている。

## 背景
この曲は、コロムビア・レコードから発売されたベネットのシングル曲『Once Upon A Time（昔々）』のB面に収録されたものだった。『想い出のサンフランシスコ』はビルボード・ホット100で19位まで上昇した。その後、同名のアルバムが発売された際に収録されている。この曲はサンフランシスコ市によって公式に認められている賛歌の一つである。
曲はコウリーが、歌詞はクロスが作っている。二人のアマチュア作家がニューヨークに移った後に、サンフランシスコに対して抱く郷愁を歌にしたものである。
この曲は、もともとはクララメイ・ターナーのために作られたもので、ターナーは自分のコンサートのアンコールでしばしば歌っていたのだが、自分自身で実際に吹き込むことはなかったのである。トニー・ベネットの伴奏者を長きにわたって務め、作詞作曲をした二人の友人でもあったラルフ・シャロンの紹介で、トニー・ベネットの持ち歌になったのである。シャロンは、ベネットと一緒にツアーに出て、サンフランシスコのフェアモント・ホテルに向かっている時に、ベネットにこの曲を教えたのである。
ささいなことだが事実として知られているのは、トニー・ベネットがこの曲を聴く前に、「クララメイ・ターナーがクロスに促して、テネシー・アーニー・フォードの声に合わせて転調した後、フォードにこの曲を譲ろうとしていた」のだということである。しかしフォードはこの曲を自分が歌うのを断ったのだった。結局物事は皮肉な結果となり、フォードはカリフォルニア州レイク・カウンティにある、クロスの家族が所有していた大牧場を買い取ることになった。
1961年12月、サンフランシスコにあるフェアモント・ホテルの、かの有名な「ベネチアンルーム」において、トニー・ベネットは初めて『想い出のサンフランシスコ』を歌った。その夜、聴衆の中に、当時サンフランシスコの市長をしていたジョージ・クリストファーと、後の市長となったジョセフ・アリオートがいた。1960年代から1980年代にかけて、サンフランシスコ最高の高級ナイトクラブ「ベネチアンルーム」で、ベネットはこの街の看板曲とも言うべきこの曲を歌ったのである。

## 収録と遺産
ベネットがこの曲を初めて収録したのは1962年1月23日のことで、30番街のCBSのスタジオで吹き込んだのだった。最初、この曲はCBSから『Once Upon A Time』のB面として発売された。しかし、A面は全く注目されず、ディスクジョッキー達はレコードを裏返してB面の『想い出のサンフランシスコ』をかけるようになった。その結果、1962年のポップス曲のチャートでヒットとなり、その他のいろんなチャートにおいてもほとんど一年の間チャートインし、最終的にゴールド・ディスクとなった。そして、その年のグラミー賞で最優秀レコード賞と、最優秀男性ソロ・ヴォーカル賞を受賞したのである。2001年には、アメリカレコード協会ならびにアメリカ国家芸術基金が制定した、アメリカ国内で最も歴史的な意義があるとされる20世紀の歌曲のリスト「世紀の歌」で23位に入っている。
この曲はコンサートのみならず、特別な機会に歌われることもある。その中でも良く知られているものを、以下に列挙する。
- アメリカンフットボールのNFLにおいて、1970年シーズンのNFCチャンピオンシップゲームでサンフランシスコ・フォーティナイナーズとダラス・カウボーイズが対戦した時。この試合は、フォーティナイナーズがキーザー・スタジアムで行う最後のホームゲームでもあった
- 1987年5月のゴールデンゲートブリッジ開通50周年記念式典
- 1989年10月のロマ・プリータ地震で損傷を受けたサンフランシスコ・オークランド・ベイブリッジの通行再開時
- 野球のメジャーリーグベースボール（サンフランシスコ・ジャイアンツ）
  - 2002年のワールドシリーズ第3戦でジャイアンツとアナハイム・エンゼルスが対戦した時
  - 2010年のワールドシリーズ第1戦でジャイアンツとテキサス・レンジャーズが対戦した時
  - 2012年のワールドシリーズでジャイアンツがデトロイト・タイガースを下して優勝し、10月31日のハロウィン当日にサンフランシスコ市庁舎前でパレードが行われた時

ベネットの歌は、ジャイアンツの本拠地AT&Tパークで同球団が勝利した時に必ず、またアイスホッケーのECHLにおいてサンフランシスコ・ブルズが本拠地カウ・パレスで試合した際には勝ち負けにかかわらず、場内放送で流された。

ベネットがこの曲について語ったことがある。
「この曲のおかげで私は世界市民となれた。この曲のおかげで、世界中どこに行っても働いて歌うことが可能となった。この曲のおかげで私は生きていくことができたのだ。この曲は私の人生すべてを変えてしまった」
2000年代に入ってからのベネットのコンサートでは、コンサートの中程にさしかかった頃、いかにもこの曲にちょうどよい頃合いを見計らって演奏されている。この曲が終って観客が拍手喝采しているところで照明が照らされる、という演出が行われる。拍手がようやくおさまると、照明が落とされてショーが再開されるのである。2006年11月8日には、ベネットは『ザ・トゥナイト・ショー・ウィズ・ジェイ・レノ』に出演し、この曲を歌っている。ベネットは、1962年にこの曲が最初に発売された時、この曲を初めて歌ったのは、『ザ・トゥナイト・ショー・スターリング・ジョニー・カーソン』だった、それもそのショーの第一回目だったのだ、と述べている。ソングライターの殿堂は、ベネットのこの曲の歌唱に対して「偉大なる演奏」賞を与えている。

## カバー・バージョン
この歌は無数のアーティスト達に歌われてきた。フランク・シナトラ（1962年）、ジュリー・ロンドン（1963年）、ブレンダ・リー（1963年）、アニタ・ブライアント（1963年）、ジャン&ディーン（1963年）、テレサ・ブリュワー（1964年）、ペギー・リー、ディーン・マーティン、イタリア人歌手のミーナ・マッツィーニなどである。日本でも、江利チエミが1963年にカバーしている。
1969年には、ボビー・ウーマックがミニット・レコードからこの曲のリズム・アンド・ブルース版を発売し、ビルボードのR&Bシングルチャートで48位を記録。同じ年に、サンフランシスコ市に、二曲ある正式な市の賛歌のうちの一曲として採用されている（もう一曲は、1936年の映画「サンフランシスコ」のタイトル曲を指す）。セルジオ・フランキはこの曲のイタリア語ヴァージョンを、1965年のコンサートをRCA Victorに録音した『ライヴ・アット・ザ・ココナット・グローヴ』の中に残している。